# Pusignan
Pusignan és un municipi francès situat al departament del Roine i a la regió d'Alvèrnia-Roine-Alps. L'any 2007 tenia 3.482 habitants.

## Demografia

### Població
El 2007 la població de fet de Pusignan era de 3.482 persones. Hi havia 1.184 famílies de les quals 192 eren unipersonals (92 homes vivint sols i 100 dones vivint soles), 352 parelles sense fills, 568 parelles amb fills i 72 famílies monoparentals amb fills.
La població ha evolucionat segons el següent gràfic:
Habitants censats

### Habitatges
El 2007 hi havia 1.277 habitatges, 1.230 eren l'habitatge principal de la família, 14 eren segones residències i 33 estaven desocupats. 1.119 eren cases i 152 eren apartaments. Dels 1.230 habitatges principals, 995 estaven ocupats pels seus propietaris, 206 estaven llogats i ocupats pels llogaters i 29 estaven cedits a títol gratuït; 16 tenien una cambra, 45 en tenien dues, 122 en tenien tres, 338 en tenien quatre i 709 en tenien cinc o més. 1.043 habitatges disposaven pel capbaix d'una plaça de pàrquing. A 422 habitatges hi havia un automòbil i a 738 n'hi havia dos o més.

### Piràmide de població
La piràmide de població per edats i sexe el 2009 era:
| Homes | Edats   | Dones |
| ----- | ------- | ----- |
| 0     | 95 o +  | 4     |
| 4     | 90 a 94 | 4     |
| 8     | 85 a 89 | 20    |
| 16    | 80 a 84 | 32    |
| 20    | 75 a 79 | 32    |
| 52    | 70 a 74 | 56    |
| 52    | 65 a 69 | 44    |
| 52    | 60 a 64 | 60    |
| 80    | 55 a 59 | 64    |
| 120   | 50 a 54 | 92    |
| 156   | 45 a 49 | 176   |
| 128   | 40 a 44 | 156   |
| 76    | 35 a 39 | 80    |
| 108   | 30 a 34 | 136   |
| 88    | 25 a 29 | 60    |
| 88    | 20 a 24 | 88    |
| 156   | 15 a 19 | 132   |
| 140   | 10 a 14 | 136   |
| 108   | 5 a 9   | 148   |
| 76    | 0 a 4   | 80    |

## Economia
El 2007 la població en edat de treballar era de 2.349 persones, 1.787 eren actives i 562 eren inactives. De les 1.787 persones actives 1.653 estaven ocupades (909 homes i 744 dones) i 134 estaven aturades (47 homes i 87 dones). De les 562 persones inactives 160 estaven jubilades, 224 estaven estudiant i 178 estaven classificades com a «altres inactius».

### Ingressos
El 2009 a Pusignan hi havia 1.221 unitats fiscals que integraven 3.518 persones, la mediana anual d'ingressos fiscals per persona era de 21.218,5 €.

### Activitats econòmiques
Dels 315 establiments que hi havia el 2007, 5 eren d'empreses extractives, 1 d'una empresa alimentària, 8 d'empreses de fabricació de material elèctric, 4 d'empreses de fabricació d'elements pel transport, 43 d'empreses de fabricació d'altres productes industrials, 64 d'empreses de construcció, 63 d'empreses de comerç i reparació d'automòbils, 18 d'empreses de transport, 16 d'empreses d'hostatgeria i restauració, 3 d'empreses d'informació i comunicació, 14 d'empreses financeres, 12 d'empreses immobiliàries, 33 d'empreses de serveis, 17 d'entitats de l'administració pública i 14 d'empreses classificades com a «altres activitats de serveis».
Dels 99 establiments de servei als particulars que hi havia el 2009, 1 era una oficina de correu, 1 una oficina bancària, 14 tallers de reparació d'automòbils i de material agrícola, 2 tallers d'inspecció tècnica de vehicles, 14 paletes, 3 guixaires pintors, 9 fusteries, 14 lampisteries, 12 electricistes, 6 perruqueries, 1 veterinari, 1 agència de treball temporal, 12 restaurants, 6 agències immobiliàries i 3 salons de bellesa.
Dels 10 establiments comercials que hi havia el 2009, 1 era una botiga de menys de 120 m², 2 fleques, 1 una carnisseria, 1 una llibreria, 1 una botiga d'equipament de la llar, 1 una botiga de mobles, 1 una botiga de material esportiu, 1 un drogueria i 1 una floristeria.
L'any 2000 a Pusignan hi havia 18 explotacions agrícoles que ocupaven un total de 740 hectàrees.

## Equipaments sanitaris i escolars
L'únic equipament sanitari que hi havia el 2009 era una farmàcia.
El 2009 hi havia 1 escola maternal i 1 escola elemental.

## Poblacions més properes
El següent diagrama mostra les poblacions més properes.